# Neefs

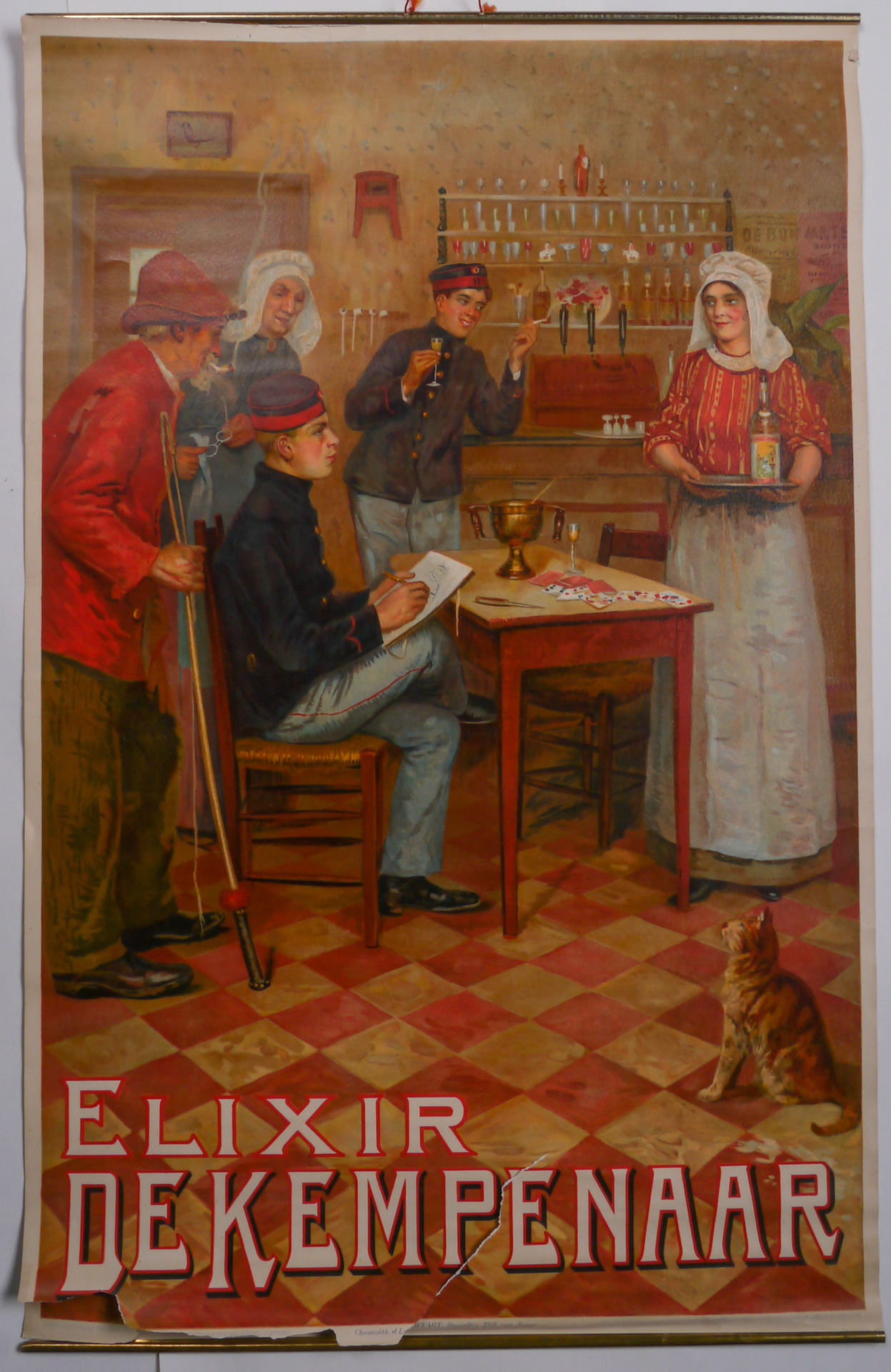
Elixir De Kempenaar

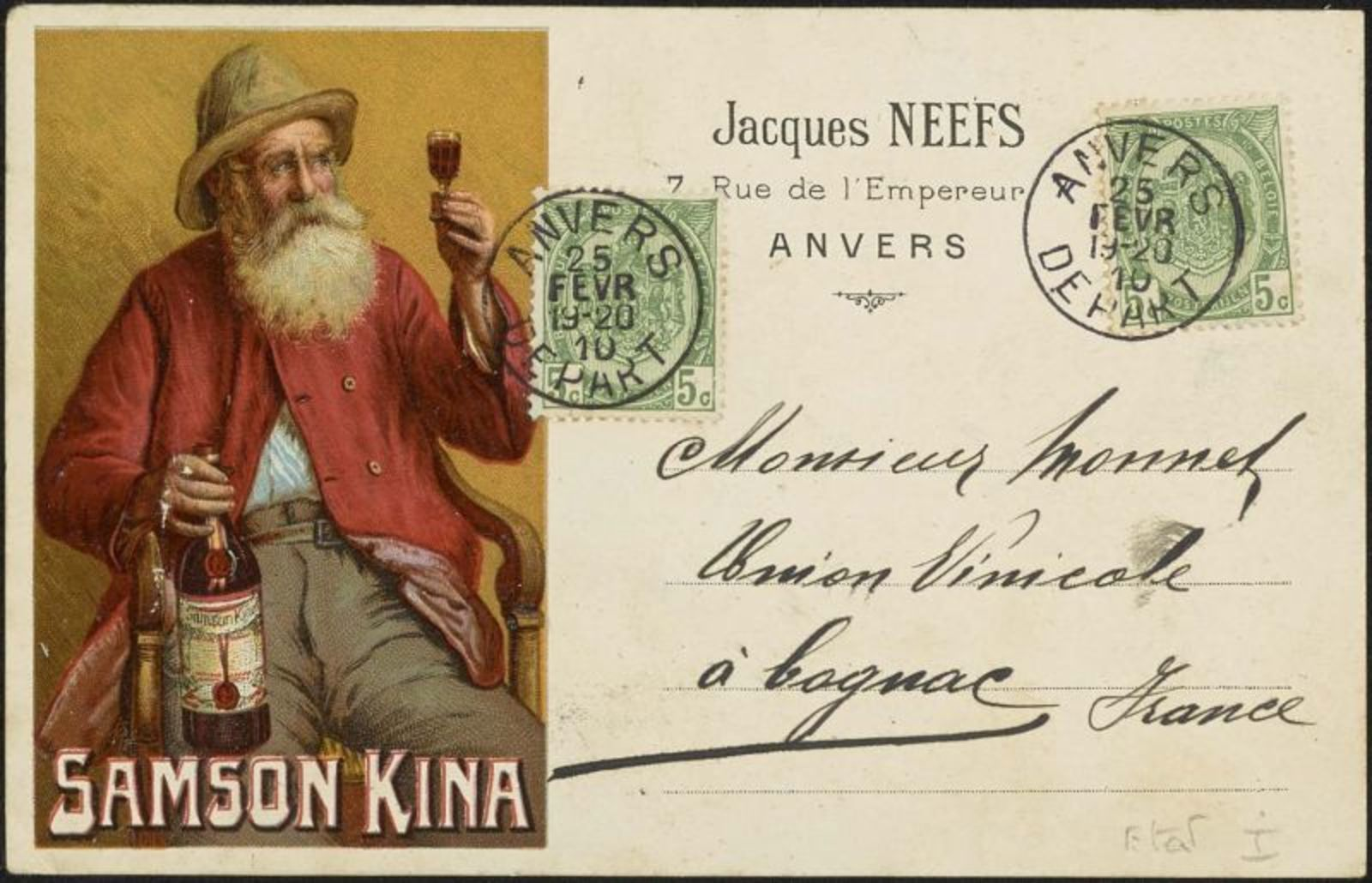
Briefkaart 'Samson Kina voor stokerij Jacques Neefs te Antwerpen uit 1910

Neefs was een stoomstokerij, opgericht in 1832 door Jan Baptist Neefs (1791-?).

## Geschiedenis
Jan Baptist Neefs was rond 1810 een kuiper en werd in 1832 wijnsteker in de Antwerpse Keizerstraat. Neefs vond op nummer 3 een 17e-eeuws herenhuis en behoedde hiermee het voormalige hotel Antonio Perez voor verval. Het bedrijf verbouwde het interieur tot kantoren en magazijnen.
Zijn zoon Petrus Jacobus (Jacques), die later de naamgever zou zijn van het familiebedrijf, huwde in 1864 met Maria Elisabeth Van Eck. Hij voegde aan het wijnassortiment jenever en likeuren toe terwijl zijn broer Josephus, ook kuiper, zich bezig hield met de handel in wijn en likeuren. 
In 1890, bij de deelname aan de Exposition Internationale de Madrid werd aan het bedrijf een gouden medaille toegekend. Kleinzoon Joseph, opvolger bij het begin van de 20e eeuw, gaf veel belang aan reclame en ging de strijd aan met de bekende firma De Beukelaer en haar duurdere Elixir d'Anvers via een reeks ophefmakende affiches. 
Toen Joseph in 1921 overleed, vormde men het bedrijf om onder de naam Etablissements Jacques Neefs. Josephs weduwe Gabrielle Cortiaens, samen met zoon Raymond bleven tot 1967 inspraak hebben in het beleid. De familie trok zich terug toen een van de zonen van Raymond bij een ongeluk overleed.
Geens Benelux nam in 1980 het bedrijf over maar verdween zelf in 2007.

## Producten
De meest bekende producten die door Neefs op de markt werden gebracht waren:
- Elixir De Kempenaar, een likeur die in 1890 als merk werd gedeponeerd
- 't Wit Stoopke, een jenever
- Vermouth Jacobino
- Elixir d'Afrique[4]